# رجینالد فاگول
رجینالد فاگ‌وِل (انگلیسی: Reginald Fogwell؛ ‏ ۲۳ نوامبر ۱۸۹۳ – ۱۹۷۷) تهیه‌کننده فیلم، فیلم‌نامه‌نویس و کارگردان فیلم اهل بریتانیا بود.
از فیلم‌هایی که وی در آن‌ها نقش داشته‌است، می‌توان به اخطار و دو عاشق به‌هنگام والس اشاره نمود.